# Nguyễn Thụy Vân
Nguyễn Thụy Vân (sinh ngày 24 tháng 5 năm 1986 tại Hà Đông, Hà Nội) là một người dẫn chương trình, diễn viên và á hậu người Việt Nam. Năm 2008 cô đăng quang ngôi vị Á hậu 2 của cuộc thi Hoa hậu Việt Nam 2008.

## Tiểu sử
Thụy Vân tốt nghiệp Trường Đại học Ngoại thương Hà Nội vào tháng 8 năm 2008. Năm 2003, cô tham gia và đoạt danh hiệu Á khôi cuộc thi "Hoa hậu học đường toàn quốc" được tổ chức tại Thành phố Hải Phòng và Hoa khôi Đại học Ngoại thương 2006. Cô đoạt danh hiệu Á hậu 2 và giải "Thí sinh trả lời ứng xử hay nhất" tại cuộc thi Hoa hậu Việt Nam 2008 với chiều cao 1,71 m, nặng 52 kg với số đo ba vòng: 87 – 61 – 90. Đăng quang ngôi vị cao nhất cuộc thi Hoa hậu Việt Nam 2008 là Trần Thị Thùy Dung, Á hậu 1 là Phan Hoàng Minh Thư.
Sở thích: đọc sách, nghe nhạc và đặc biệt thích hát những bài hát truyền thống.
Không chọn con đường dấn thân vào showbiz như những người đẹp khác, Á hậu Thụy Vân chọn làm MC, Biên tập viên cho Đài Truyền hình Việt Nam. Cô chinh phục khán giả bằng lối dẫn nhẹ nhàng đầy duyên dáng cùng khí chất tự tin, thông minh. Hiện nay, cô là người dẫn chương trình Chuyển động 24h. Với lối dẫn nhẹ nhàng, giọng nói truyền cảm, MC Á hậu Thụy Vân là một trong những sự lựa chọn hàng đầu của các cuộc thi sắc đẹp và các chương trình đòi hỏi độ chính xác cao.
Vào tháng 11 năm 2010, Thụy Vân cưới một doanh nhân tên Cao Hoàng, hơn cô 8 tuổi. Thông tin và hình ảnh trong đám cưới của Thụy Vân đều được 2 bên gia đình giấu kín.

## Các chương trình đã dẫn
- Chuyển động 24h
- Việt Nam & các chỉ số (VN&INDEX)
- Chìa khóa thành công
- Bản tin Tài chính tiêu dùng (Đã tạm dừng từ 1/7/2020)
- Đêm chung khảo khu vực phía Bắc Hoa hậu Việt Nam 2014
- Hoa hậu Việt Nam 2016[10]
- Chào 2016
- Chào 2017
- Chào 2020
- Giải Cánh diều vàng 2022
- Hoa hậu Việt Nam 2018
- Gặp gỡ diễn viên truyền hình
- Hoa hậu Thế giới Việt Nam 2022
- Lễ bế mạc Đại hội Thể thao Đông Nam Á 2021
- Hoa hậu Thế giới Việt Nam 2023
- Lướt trên VTV Go
- Việc tử tế
- Hoa xuân ca
- Xuân phát tài 7

## Khách mời
- Bữa trưa vui vẻ
- Vì bạn xứng đáng
- Giai điệu kết nối[11]
- Chuyện đêm muộn
- Chiến sĩ 2020
- Nhân tố bí ẩn (Phiên bản COVID-19 tháng 8/2021)
- Thách thức danh hài

## Giải thưởng
- Đề cử Dẫn chương trình ấn tượng của VTV Awards 2017[12][13]
- Á hậu 2 và giải "Thí sinh trả lời ứng xử hay nhất" tại cuộc thi Hoa hậu Việt Nam 2008
- Á khôi Hoa hậu học đường toàn quốc 2003
- Hoa khôi Đại học Ngoại thương 2006[14][15][16][17]